# جزيرة جبل حسان
جزيرة جبل حسان هي جزيرة تقع في الساحل الشمالي الغربي للمملكة العربية السعودية في البحر الأحمر. تتبع إدارياً لمحافظة أملج الواقعة بمنطقة تبوك. تبعد جزيرة جبل حسان عن شاطئ مدينة أملج حوالي 18 كيلو متر.

## نبذة
يبلغ إجمالي مساحة الجزيرة 24 كم2، ستة كيلومترات طولاً وأربعة كيلومترات عرضاً. وسميت بجبل حسان نسبة لبطن الحساسنة من جهينة. وكانت ممر للسفن بين مصر والجزيرة العربية والأردن. ويقابلها في العدوة الشرقية من البحر الأحمر القصير وجبل الجهاينة بمصر. تُعتبر جزيرة جبل حسان كبيرة نسبيا بمثيلاتها في المنطقة. حيث يوجد هناك 90 جزيرة تقريباً على امتداد الساحل الغربي بين مدينتي أملج والوجه شمال أملج.
الجزيرة غير مأهولة بالسكان حالياً وتعود ملكيتها إلى الحكومة السعودية.